# Jewtejew-Gletscher
Der Jewtejew-Gletscher (englisch Evteev Glacier) ist ein Gletscher im ostantarktischen Viktorialand. Er fließt von den südöstlichen Hängen der Worcester Range zum Ross-Schelfeis an der Hillary-Küste, das er westlich des Kap Timberlake erreicht.
Das Advisory Committee on Antarctic Names benannte ihn 1964 nach dem sowjetischen Glaziologen Sweneld A. Jewtejew, der 1960 als Austauschwissenschaftler auf der McMurdo-Station tätig war.